# Triumph International
Triumph International er en international undertøjsfabrikant, grundlagt i 1886 i Heubach, Baden-Württemberg, Tyskland af to familier, Spiesshofer og Braun. Det første datterselskab blev oprettet i Zurzach Schweiz, som siden blev selskabets hovedsæde. Triump har i dag salg i 120 lande og er en af verdens største producenter af undertøj[kilde mangler]. I 2004 skabte 38.691 ansatte en omsætning på 1,6 milliarder euro.

## Mærker
- Sloggi
- Triumph
- Valisere
- Amo